# EMachines
 (décembre 2013).
eMachines était une marque à bas prix d'ordinateurs PC familiaux et portables basé à Irvine, en Californie. L'entreprise employait environ 135 salariés et vendrait entre 1 et 2 millions de PC par an, avant son achat le 30 janvier 2004 par Gateway[réf. souhaitée]. Gateway a été par la suite acheté par Acer en octobre 2007.
eMachines a été utilisé comme nom de marque pour les PC d'entrée de gamme d'Acer jusqu'en 2012.
Au début 2013, eMachines a cessé ses activités.

## Historique
L'entreprise apparaît en septembre 1998, en tant que co-entreprise entre deux fabricants sud-coréens, la Korea Data Systems (KDS) et la TriGem. Elle commence par annoncer des modèles aux prix de 299 USD, 399 USD, 499 USD et 599 USD, le tout sans moniteur[réf. souhaitée]. À l'époque, peu d'ordinateurs sont vendus pour moins de 699 USD, ce qui semble être une innovation dans le monde de l'informatique. Il semble qu'à l'époque 999 USD était le prix d'entrée de gamme le plus commun[réf. souhaitée].
eMachines se lance rapidement dans les composants informatiques à bas prix qui déclenchent une guerre des prix ruineuse de Compaq, HP, IBM et Packard Bell. Les ordinateurs eMachines sont souvent offerts avec de grandes remises, à condition que le consommateur ait signé un contrat à long terme avec un fournisseur de services Internet, entraînant une baisse du prix sur le long terme[réf. nécessaire].
Au début des années 2000, eMachines a été le cinquième vendeur de PC le plus important dans le monde, en termes de volume. Il a fourni des composants informatiques à Packard Bell et IBM, ainsi que plusieurs petits PC aux fournisseurs[précision nécessaire].
En mars 2000, eMachines déposait une offre publique initiale de ses actions au prix de 9 USD. Mais avec de petites marges bénéficiaires et une baisse des ventes, la société a rapidement commencé à perdre de l'argent et son titre a failli être radié par le NASDAQ à la fin décembre 2000. Son cours en Bourse, qui avait culminé à 10 USD, a atteint 14 cents. Le titre a cessé d'être coté en décembre 2001[réf. nécessaire].
Avant que la société soit rachetée en 2001, la branche eMachines ordinateur de bureau était considérée comme de mauvaise qualité. Cependant, après son rachat, eMachines a commencé à utiliser des composants de meilleure qualité, se calquant sur les modèles développés par Acer garantissant aux consommateurs un bon rapport qualité/prix[réf. souhaitée].
Continuant sa pression sur les prix, au même titre que l'entreprise Dell, elle force à terme la fusion de HP et Compaq pour garantir une bonne compétitivité sur le marché de l'informatique[réf. nécessaire]. À la fin 2003, eMachines devient le no 3 des fabricants d'ordinateurs personnels dans le monde, en termes de chiffres de ventes en valeur, derrière Dell et HP[réf. nécessaire].
En décembre 2003, eMachines produit le T6000 (ordinateur de bureau), le premier sur le marché de masse, équipé d'un processeur AMD Athlon 64-système, à 1 150 USD au prix de détail[réf. souhaitée]. Les produits ont été principalement vendus par l'intermédiaire des magasins Best Buy, mais sont rapidement disponibles en ligne au même titre que les produits Dell. Elle a également été la première société à vendre des ordinateurs portables basés sur le Mobile AMD Athlon 64, avec le lancement de sa série M6000 en janvier 2004.
En juillet 2004, PC Magazine écrit : « Parmi les systèmes d'exploitation datés de moins d'un an, les utilisateurs signalent que eMachines possèdent le moins de problèmes. Les ordinateurs à bas prix eMachines sont moins susceptibles d'avoir besoin de réparations comparés à n'importe quel autre fournisseur. Considérant que seulement 9 % des ordinateurs de bureau eMachines de moins d'un an ont besoin de réparations, selon les lecteurs, les taux de nouveaux systèmes comparables de Dell et Gateway ayant  besoin de réparations ont été de 11 et 15 % respectivement. Seulement 1 % de tous les systèmes eMachines doivent être remplacés. »[réf. nécessaire]
eMachines a été acquise par Gateway en mars 2004 pour 262 millions USD en espèces et en actions[réf. souhaitée]. En vertu de l'entente, Wayne Inouye, directeur général de eMachines, est devenu PDG de Gateway, remplaçant le fondateur Ted Waitt. En 2009, elle reste la seule marque à être vendue par les détaillants, les catalogues en ligne et les grandes surfaces.
En juin 2011, eMachines a publié la version mise à jour du BIOS 1.09 pour le netbook eM350. Après avoir flashé le BIOS, la mise à jour a entrainé un arrêt prématuré du fonctionnement des machines en endommageant de façon permanente tous les eM350. L'erreur s'est produite sur chaque modèle sur lequel la mise à jour a été installée. En connaissance du problème, eMachines a retiré la version du BIOS 1.09 de son site web, mais n'a apporté aucune solution[réf. nécessaire].
Au cours du Consumer Electronics Show 2013, Jerry Kao, le vice-président associé d'Acer a annoncé que la marque eMachines a été officiellement abandonnée[réf. souhaitée].